# Liste der Bürgermeister von Korendijk
Dies ist die Liste der Bürgermeister von Korendijk in der niederländischen Provinz Südholland seit der Gründung der Gemeinde am 1. Januar 1984 bis zu ihrer Auflösung am 1. Januar 2019.
| Bürgermeister | Bürgermeister           | Partei | Partei | Amtszeit  | Anmerkungen                                                                       |
| ------------- | ----------------------- | ------ | ------ | --------- | --------------------------------------------------------------------------------- |
|               | Bas Kolbach             |        | CDA    | 1984–2001 | von September 1977 an Bürgermeister von Goudswaard, Nieuw-Beijerland und Piershil |
|               | Bert Fleers             |        | CDA    | 2001–2006 | kommissarisch                                                                     |
|               | Reinie Melissant-Briene |        | CDA    | 2006–2013 |                                                                                   |
|               | Servaas Stoop           |        | SGP    | 2013–2018 |                                                                                   |